# Father (film 2011)
Father è un film del 2011 diretto da Pasquale Squitieri, con protagonisti Franco Nero e Claudia Cardinale.

## Trama
Nella periferia della città americana di Philadelphia, risiede e lavora il 50enne italoamericano Enrico, un modesto fabbricante di calzature di antiche origini siciliane. Con lui vive anche il figlio 17enne Mark, orfano di madre. Enrico è educato al dovere, all'onestà, alla dignità del lavoro. Anche come padre è esemplare, protettivo, premuroso e generoso e sempre accanto al figlio, e non vuole che suo figlio dimentichi le proprie origini. 
Ma quando un capomafia ferisce a morte il padre, Mark stravolto, lo ammazza. Miracolosamente il padre sopravvive, e Mark scopre giorno dopo giorno che tutta la storia, che per anni Enrico gli ha raccontato è falsa.